# حلمي هلالي
حلمي هلالي (1932 ) هو ممثل مصري.

## حياته ونشأته ومسيرته
ولد في عام 1932 عمل بالسينما والتليفزيون في أدوار صغيرة، ظهر في الستينيات بالتليفزيون ثم اتجه للسينما في أدوار الشر دائماً. عمل بالمسلسلات التليفزيونية الدينية مثل «محمد رسول الله» وكذلك الكوميدية ومنها مسلسل حكاية ميزو، والسهرة التلفزيونية الشاهد ومن أشهر أفلامه في السينما فيلم «المومياء» وفيلم «أميرة حبي أنا» و«فيفا زلاطا».